# Charlton-All-Saints
Charlton-All-Saints – wieś w Anglii, w hrabstwie Wiltshire. Leży 7 km na południe od miasta Salisbury i 126 km na południowy zachód od Londynu.